# Stammlager IV F
Das Stammlager IV F (Stalag IV F, auch Stalag IV-F geschrieben) für Kriegsgefangene in Hartmannsdorf (bei Chemnitz) wurde im Oktober 1939 als Dulag IV F eingerichtet und im Februar 1941 als Stammlager IV F weitergeführt. Die Kriegsgefangenen wurden in ganz Sachsen zur Arbeit eingesetzt und vom Lager aus den jeweiligen Arbeitsstätten zugeteilt.

## Lagerleitung
Die Leitung befand sich im Hotel Kronprinz in der Chemnitzer Straße. Weitere Funktionen waren in der Burgstädter Straße 26 (ehemals Fabrik Lesch, heute Möbel Zajons) und in der Hauptstraße 40 (Fabrik Scheffler) untergebracht.

## Einsatz der Kriegsgefangenen
Der Haupteinsatzort für die Kriegsgefangenen des Stalag IV F war in der Färberei Fabrik Reh in der Ziegelstraße 1. Größere externe Lager waren am Flughafen Altenburg-Nobitz, Lager Torgau, Lager Ehrenfriedersdorf, Festung Königstein, Krautenz in Markkleeberg. Der Heimatverein Hartmannsdorf nennt weitere Einsatzorte für die Kriegsgefangenen: Bauernhöfe in und um Hartmannsdorf, Fabrik Cerny und Söhne, Handwerker in Hartmannsdorf, Be- und Entladen am Bahnhof Hartmannsdorf und Umgebung, Nudelfabrik, Metzgerei, Steinbruch.

## Lagerbelegung
Am 13. Mai 1941 waren 18.000 Kriegsgefangene, davon 15.000 Franzosen, 1.000 Belgier und 2.000 Serben in 700 Kommandos eingesetzt.
Am 28. März 1942 waren es 21.825 französische und 304 belgische Kriegsgefangene sowie Serben und Russen.
Das Lager wurde am 14. April 1945 durch die amerikanische 4. Panzerdivision und 76. Infanteriedivision befreit.

## Beisetzung der Toten
Verstorbene russische Kriegsgefangene wurden jenseits der Friedhofsmauer beigesetzt, im Herbst 1945 exhumiert und auf den Sowjetischen Ehrenfriedhof in Chemnitz-Reichenhain überführt.